# Боккара, Илан
Илан Семория Боккара (фр. Ilan Semoria Boccara; род. 14 мая 1993, Булонь-Бийанкур) — французский и нидерландский и футболист, игравший на позиции опорного полузащитника.

## Клубная карьера
Боккара начинал заниматься футболом в клубе «ЭС16» в XVI округе Парижа, а в 2000 году перешёл в спортивный клуб «Булонь-Бийанкур». Спустя шесть лет он присоединился к  академии «Пари Сен-Жермен». 27 февраля 2011 года дебютировал за дублирующий состав ПСЖ в матче дивизиона Насьональ 2 против дублёров «Осера», выйдя на замену на 80-й минуте. В сезоне 2011/12 сыграл 28 матчей за дубль ПСЖ, из них в 26 выходил в основе.

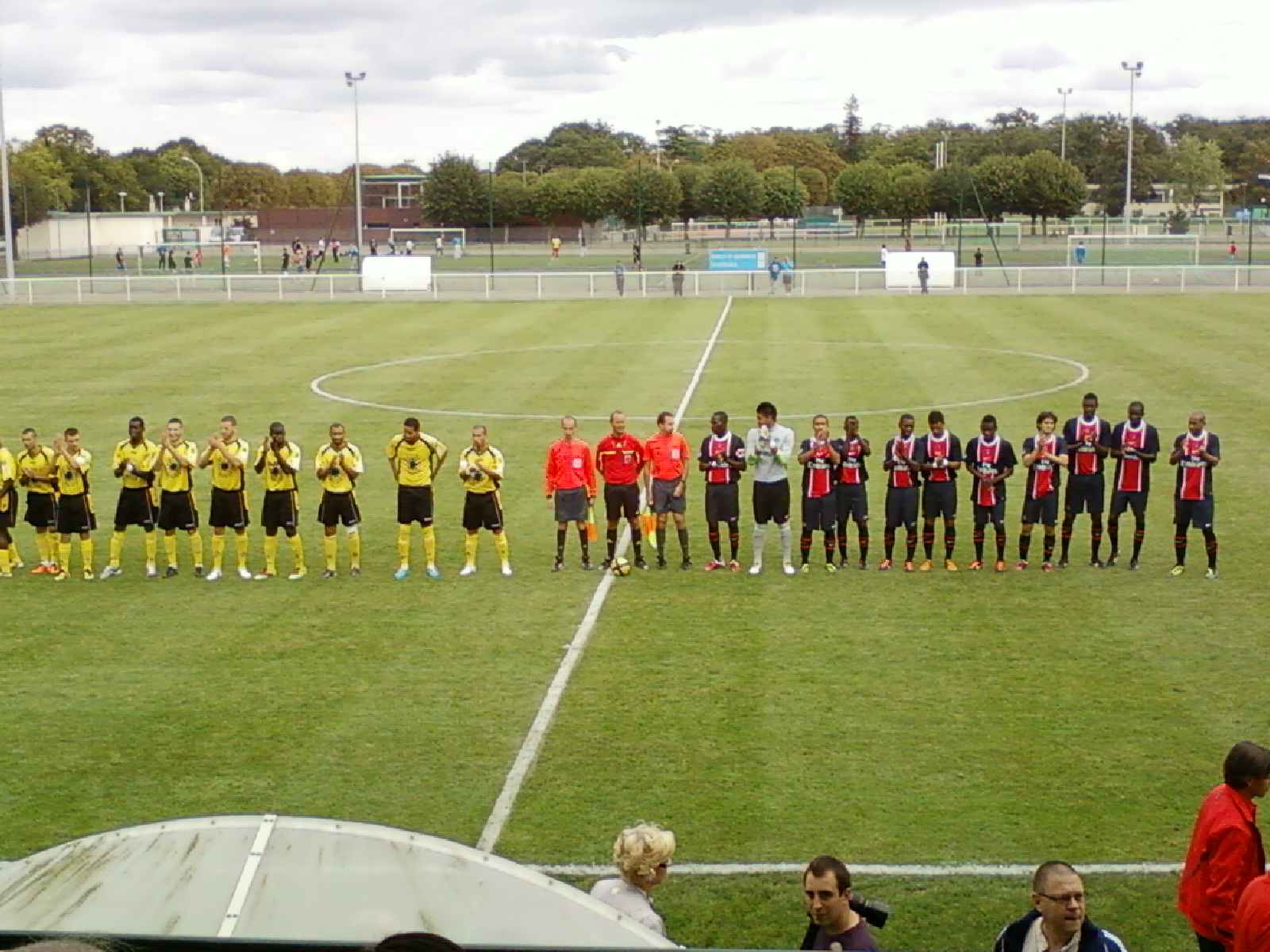
Боккара (четвёртый справа) в матче дублёров ПСЖ в 2011 году

20 июля 2012 года подписал трёхлетний контракт с амстердамским «Аяксом». Его трансфер организовал Майкл Кинсберген, брат матери, который через несколько месяцев стал генеральным менеджером «Аякса». В клубе дебютировал 2 сентября в гостевом матче Эредивизи против «Херенвена», заменив Лассе Шёне на 77-й минуте.
В сентябре 2013 года перешёл на правах аренды во французский «Эвиан». 2 ноября дебютировал за дублирующий состав «Эвиана» против дублёров «Клермона». Всего за дублёров провёл восемь матчей и забил один мяч в дивизионе Насьональ 3.
За основную команду «Эвиана» впервые сыграл 5 января 2014 года в матче Кубка Франции против «Бастии», выйдя в стартовом составе. В чемпионате Франции дебютировал  8 марта в гостевом матче против «Генгама». Боккара появился на поле на 46-й минуте, заменив Эрика Тье Би, а на 58-й минуте получил предупреждение. В том сезоне сыграл ещё в заключительном туре с «Сошо», также выйдя на замену.
Летом 2014 года вернулся в «Аякс» и сыграл несколько товарищеских матчей. Сезон 2014/15 начал в составе «Йонг Аякс». 22 августа дебютировал в Эрстедивизи в матче против «Волендама». Илан сыграл за «Йонг Аякс» ещё в трёх матчах, а в марте 2015 года его контракт с клубом был расторгнут.
В октябре 2015 года стал игроком израильского клуба «Хапоэль» из Кфар-Сава, подписав контракт до конца сезона. В феврале 2016 года перешёл в иерусалимский «Хапоэль». Во второй лиге Израиля дебютировал 1 апреля в матче с «Хапоэль Катамон», выйдя на замену в концовке встречи. В том же году завершил игровую карьеру и стал персональным тренером в Тель-Авиве.

## Карьера в сборной
Боккара мог представлять Францию на международном уровне, но с 2012 года стал играть за молодёжную сборную Нидерландов.
29 февраля 2012 года дебютировал за сборную Нидерландов до 19 лет в товарищеском матче против сверстников из Швейцарии. Всего сыграл четыре матча.
8 сентября 2012 года дебютировал за сборную до 20 лет в товарищеском матче с Турцией. Последний матч провёл 15 октября против Норвегии.

## Личная жизнь
Отец — француз, мать — нидерландка. Есть старший брат Гвидо.

## Статистика выступлений
| Клуб                | Сезон            | Лига | Лига | Кубок | Кубок | Итого | Итого |
| Клуб                | Сезон            | Игры | Голы | Игры  | Голы  | Игры  | Голы  |
| ------------------- | ---------------- | ---- | ---- | ----- | ----- | ----- | ----- |
| Пари Сен-Жермен B   | 2011/12          | 1    | 0    | —     | —     | 1     | 0     |
| Пари Сен-Жермен B   | 2012/13          | 28   | 0    | —     | —     | 28    | 0     |
| Пари Сен-Жермен B   | Итого            | 29   | 0    | —     | —     | 29    | 0     |
| Аякс                | 2012/13          | 1    | 0    | 0     | 0     | 1     | 0     |
| Аякс                | Итого            | 1    | 0    | 0     | 0     | 1     | 0     |
| → Эвиан             | 2013/14          | 2    | 0    | 1     | 0     | 3     | 0     |
| → Эвиан             | Итого            | 2    | 0    | 1     | 0     | 3     | 0     |
| → Эвиан B           | 2013/14          | 8    | 1    | —     | —     | 8     | 1     |
| → Эвиан B           | Итого            | 8    | 1    | —     | —     | 8     | 1     |
| → Йонг Аякс         | 2014/15          | 4    | 0    | —     | —     | 4     | 0     |
| → Йонг Аякс         | Итого            | 4    | 0    | —     | —     | 4     | 0     |
| Хапоэль (Иерусалим) | 2015/16          | 1    | 0    | 0     | 0     | 1     | 0     |
| Хапоэль (Иерусалим) | Итого            | 1    | 0    | 0     | 0     | 1     | 0     |
| Всего за карьеру    | Всего за карьеру | 45   | 1    | 1     | 0     | 46    | 1     |